# Ordem de Orange

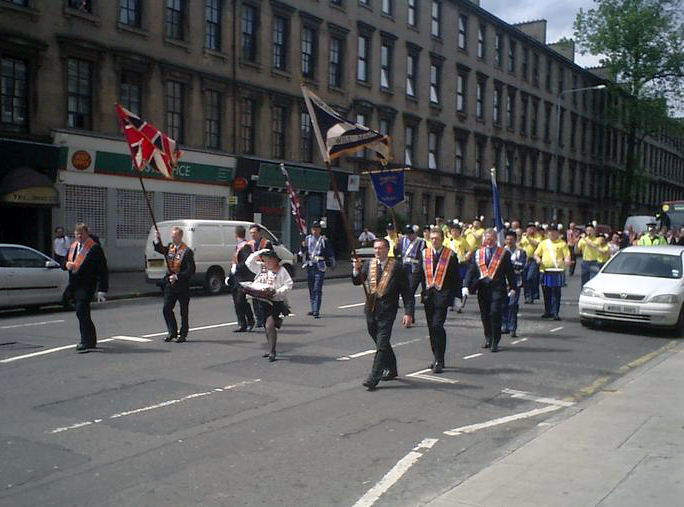
Desfile da Ordem de Orange
em Glasgow, Escócia.

A Ordem de Orange (em inglês Orange Order) é uma organização de fraternidade protestante, que opera no Reino Unido e na República da Irlanda, de caráter conservador, que visa a defender a união da Irlanda (inicialmente) e da Irlanda do Norte (atualmente) à Coroa Britânica.
Foi fundada em 1785 como resposta aos primeiros avanços do nacionalismo irlandês, que já havia conseguido representação nas câmaras de Londres e que havia impulsionado algumas tentativas secessionistas.
O nome da ordem é um tributo ao rei protestante da Grã-Bretanha, Guilherme III de Inglaterra da casa neerlandesa dos Orange-Nassau.
Na Irlanda do Norte a Ordem de Orange é intimamente ligada ao Partido Unionista do Ulster (Ulster Unionist Party), ainda que muitos de seus membros pertençam ao Partido Unionista Democrático (Democratic Unionist Party).
As atividades da Ordem de Orange são geralmente polêmicas, marcadas pelo sentimento anticatólico.
Referência - Consulta feita em Agosto de 2025